# 布羅克曼 (加利福尼亞州)
布羅克曼（英語：Brockman）是位於美國加利福尼亞州拉森縣的一個非建制地區。該地的面積和人口皆未知。

## 地理
布羅克曼的座標為40°57′50″N 120°29′57″W / 40.96389°N 120.49917°W，而該地的平均海拔高度為1616米（即5302英尺）。